# Inimia nat
Inimia nat (лат.) — вид богомолов из семейства Nanomantidae. Единственный вид в роде Inimia Connors, 2023. Назван в честь социальной сети iNaturalist (сокращение латинского названия I. nat напоминает используемое для этой платформы сокращение iNat), с помощью которой впервые был обнаружен. Обитает в Австралии.

## Описание
Небольшие богомолы с длиной тела 19,6—23,3 мм у самок и 17,4—19,5 мм у самцов. Голова почти треугольная, шире переднеспинки, с очень крупными округлыми глазами, умеренно сжатыми в спинно-брюшном направлении. Хорошо выражен глазковый бугорок, у самцов приподнятый, с крупными овальными глазками, у самок бугорок ниже, а глазки несколько меньше. Усики удлинённые, тонкие, покрыты щетинками. Будучи направленными назад, достигают основания задних крыльев у самок и почти достигают задние тазики у самцов.
Переднеспинка широкая, почти ромбовидной формы. Имеет длину 4,6-5,5 мм у самок и 3,8-3,9 у самцов. В ширину достигает 2,0-2,8 мм у самок, 1,9-2,1 мм у самцов. Поверхность покрыта множеством рассеянных бугорков, особенно по краям. По бокам переднеспинки проходят слабые продольные кили. Поверхность переднегруди мелкозернистая. Передние ноги, как у всех богомолов, хватательные. Тазики немного удлинённые. Бёдра покрыты рассеянными бугорками и щетинками, с выраженным дорсальным и низким задним килями. У самок на заднем киле имеется два ряда бугорков, а у самцов как правило один. Бедренная щёточка яйцевидная. Из дискоидальных шипов самым крупным является средний, а самым мелким — дистальный. Антеровентральные шипы чередуются по размеру в следующем порядке: iIiIiIiIiiI. От основания бедра до бедренной щёточки тянется ряд крошечных шипов, прерванный дискоидальными шипами. Голень короткая, тонкая, с рассеянными щетинками и длинным, слегка загнутым вершинным шипом. Лапка почти равна или немного длиннее голени. Средние и задние ноги обычного строения, крепкие, с рассеянными щетинками. Надкрылья у самцов удлинённые, заходят за конец брюшка, у самок овальные, почти достигают четвёртого брюшного сегмента. Жилкование сетчатое, особенно дистальнее птеростигмы. Задние крылья широкие, у самок укороченные, у самцов заходят за края надкрылий. Передняя кубитальная жилка не ветвится.
Брюшко умеренно вытянутое, более широкое у самок, покрыто рассеянными щетинками, особенно сзади. Тергиты со второго по седьмой с небольшими килеватыми выростами, направленными дорсолатерально. Анальная пластинка у самцов короткая, треугольная, со слегка выпуклыми боковыми сторонами, у самок умеренно вытянутая, почти треугольная, с выпуклыми краями.
Окраска от тёмно-коричневой до серо-коричневой с тёмными отметинами. Рисунок относительно постоянный, но может варьировать по интенсивности. Голова коричневая с тёмным крапом. Переднеспинка коричневая или тёмно-коричневая с тёмными точками и чёрточками, обычно крапчатая по бокам. Переднегрудь преимущественно однотонная с тёмными отметинами. Ноги коричневые или тёмно-коричневые. На задней части передних ног имеются мелкие тёмные точки. Средние и задние ноги с тёмными поперечными полосами. Надкрылья непрозрачные, бледные, сильнокрапчатые.
Молодые нимфы очень тёмные, с относительно длинными ногами и коротким брюшком. Более зрелые нимфы напоминают взрослых богомолов, но отличаются отсутствием крыльев. Оотеки мелкие, вытянутые, снаружи серовато-коричневые, внутри менее серые. Вентральная сторона полностью прикреплена к субстрату. Дистальный конец заострённый. Содержит два ряда почти вертикально расположенных яиц. Наружный пенный слой практически отсутствует. Область, из которой выходят нимфы плоская, каждое отверстие прикрыто мелкой чешуевидной крышечкой, направленной дистально.

## Распространение
Известен только из юго-восточной части австралийского штата Квинсленд, где встречается в антропогенно изменённых остаточных лесах. Все находки были сделаны на стволах Eucalyptus tereticornis, хотя экологические предпочтения вида могут более разнообразными.